# Epistola de morte Friderici imperatoris
L'Epistola de morte Friderici imperatoris (dal latino "Lettera sulla morte dell'imperatore Federico") è una missiva scritta da un autore anonimo sulla morte improvvisa dell'imperatore Federico I Barbarossa il 10 giugno 1190 durante la terza crociata. La lettera fu scritta da un testimone oculare prima che l'esercito crociato arrivasse ad Antiochia il 19 giugno. Essa si apre con l'accoglienza della crociata di Federico da parte di Béla III d'Ungheria il 4 giugno 1189, seguita da un breve resoconto del suo percorso attraverso il regno d'Ungheria, l'Impero bizantino e il Sultanato di Rum. Si conclude con l'arrivo dell'esercito a Tarso il 17 giugno 1190.
Sebbene la lettera sia anonima, alcuni indizi lasciano intuire che il suo autore fosse un ecclesiastico della Renania. Egli paragona infatti le dimensioni della capitale dei Selgiuchidi, Iconio, a quelle di Colonia. La lettera è indirizzata alla "vostra santità" (vestra sanctitas), che potrebbe essere una figura religiosa dalla media rilevanza, un vescovo o addirittura il papa. Qualche studioso moderno ha sostenuto, sulla base della scarsa conoscenza del latino e di allusioni bibliche poco significative, che l'autore fosse un chierico di basso rango. Al contrario, qualcuno ha ritenuto che l'autore fosse il vescovo Godolfo di Würzburg, in passato cancelliere di Federico, morto ad Antiochia in luglio a un solo mese di distanza dalla stesura della lettera.
La lettera è stata conservata in due manoscritti, nel Wolfenbüttel 239 e a Torino, all'Accademia di Scienze, M.M.V. 11. Nel primo, che risale all'inizio del XIII secolo, è allegata a una copia delle Gesta Friderici imperatoris, una biografia di Federico realizzata dal vescovo Ottone di Frisinga e da Rahewin. Questo manoscritto proveniva dal monastero di Sittich (odierna Stična, in Slovenia). Il manoscritto torinese risale all'inizio del XIII secolo o al XIV. Acquistato da Costanzo Gazzera a Aix-en-Provence nel 1837, incorpora anche la Narratio de itinere navali peregrinorum, un altro resoconto della terza crociata che si concentra sull'assedio di Silves del 1189, in Portogallo.
La lettera non sembra essere stata utilizzata dall'autore della Historia de expeditione Friderici imperatoris, nonostante fonti come questa (ovvero epistole) fossero una delle sue principali basi d'informazione.
Di seguito un passaggio tratto dalla missiva: 